# 10cc

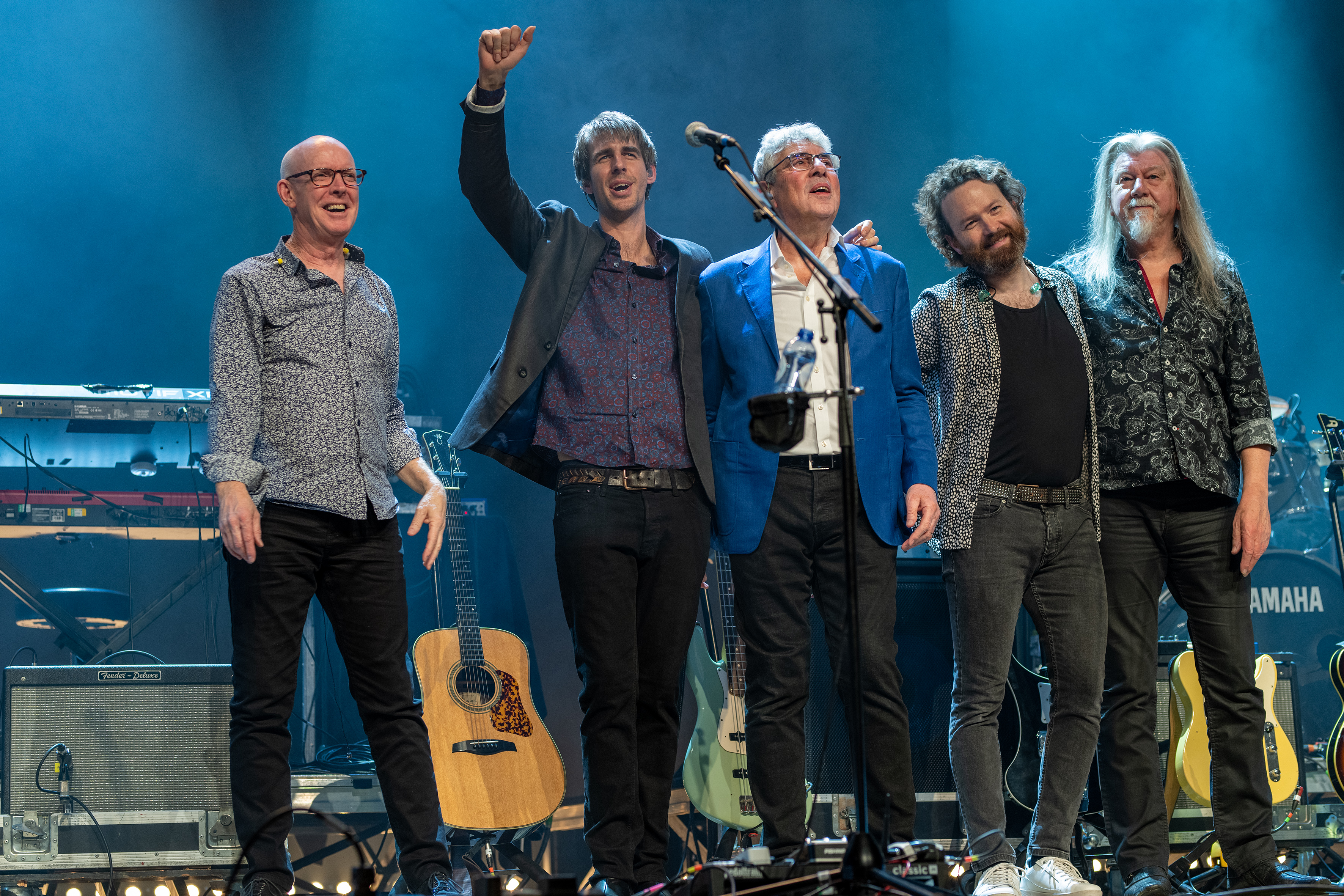
10cc in 2021

10cc is een Britse rockgroep die voornamelijk in de jaren zeventig van de twintigste eeuw populair was.

## Geschiedenis
Het verhaal gaat dat de groep haar naam ontleende aan de vermeende hoeveelheid sperma die de gemiddelde man kwijtraakt per zaadlozing (9 cc), maar aangezien zij net iets meer waren dan de gemiddelde man, moest de naam 10cc worden. In werkelijkheid echter werd de naam gegeven door producer Jonathan King, die een droom had over een wereldbekende band met die naam. Overigens komt bij de zaadlozing gemiddeld slechts 3 cc sperma vrij.
De groep werd in 1972 in Manchester gevormd en bestond uit Eric Stewart (zang en gitaar), Lol Creme (zang, gitaar en keyboard), Graham Gouldman (bas) en Kevin Godley (drums). De groep werd door muziekgoeroe Jonathan King omgedoopt van The Hotlegs in 10cc en werd al snel bekend door hun grappige, hedendaagse teksten en innovatieve muziekstijl.
Paul Burgess kwam in de plaats van Godley en Creme, die in 1976 de band verlieten vanwege hun irritatie over "The Things We Do for Love". Dit nummer was volgens hen een afknapper na een kunstwerk als "I'm Not in Love". Godley & Creme wilden verder met de gizmotron, een effectgenerator voor elektrische gitaar die zij hadden ontworpen, werden daarna beroemd als zingend duo, maar zijn veel beter bekend als de producers van videoclips. De video die ze  in 1985 maakten voor hun lied "Cry" is een van de eerste mainstreamvideo's waarin de morphing-techniek is gebruikt.
Graham Gouldman vormde samen met Andrew Gold de groep Wax (drie albums).
In de jaren 2006 en 2007 lieten 10cc-leden van het eerste uur weer van zich horen. Graham Gouldman trok uitverkochte optredens, die werden aangekondigd als '10cc - Graham Gouldman and friends'. Gouldman speelde voornamelijk 10cc-hits, maar ook nummers die hij in de jaren zestig voor andere groepen schreef (The Hollies, The Yardbirds, Herman's Hermits) ontbraken niet. Paul Burgess en Rick Fenn (beiden speelden ook in 10cc) maken deel uit van de band van Gouldman. De concerten van Gouldman vinden voornamelijk in Engeland plaats, maar ook in Australië, Duitsland, Denemarken en België.
In 2006 schreven Graham Gouldman en Kevin Godley samen nieuwe nummers; ze noemden zich daarbij GG06.

## Discografie

### Albums
| Album met eventuele hitnotering(en) in de Nederlandse Album Top 100 | Datum van verschijnen | Datum van binnenkomst | Hoogste positie | Aantal weken | Opmerkingen   |
| ------------------------------------------------------------------- | --------------------- | --------------------- | --------------- | ------------ | ------------- |
| 10cc                                                                | 07-1973               | -                     |                 |              |               |
| Sheet Music                                                         | 05-1974               | 19-10-1974            | 15              | 1            |               |
| The Original Soundtrack                                             | 24-03-1975            | -                     |                 |              |               |
| How Dare You!                                                       | 02-01-1976            | 10-01-1976            | 7               | 9            |               |
| Deceptive Bends                                                     | 18-04-1977            | 30-04-1977            | 4               | 11           |               |
| Live and Let Live                                                   | 07-10-1977            | -                     |                 |              | Livealbum     |
| Bloody Tourists                                                     | 01-09-1978            | 30-09-1978            | 2               | 25           |               |
| Greatest Hits 1972-1978                                             | 1979                  | 20-10-1979            | 39              | 6            | Verzamelalbum |
| Look Hear?                                                          | 28-03-1980            | 19-04-1980            | 21              | 4            |               |
| Ten out of 10                                                       | 27-11-1981            | 05-12-1981            | 49              | 1            |               |
| Windows in the Jungle                                               | 09-1983               | 24-09-1983            | 7               | 10           |               |
| The Complete Hit Album                                              | 1985                  | 01-06-1985            | 27              | 3            | Verzamelalbum |
| The Very Best of 10cc and Godley & Creme                            | 03-05-1991            | 11-05-1991            | 10              | 19           | Verzamelalbum |
| Meanwhile                                                           | 1992                  | 23-05-1992            | 39              | 6            |               |
| Alive: The Very Best of                                             | 1993                  | 11-09-1993            | 88              | 3            | Verzamelalbum |
| Mirror Mirror                                                       | 06-06-1995            | -                     |                 |              |               |
| Collected                                                           | 01-02-2008            | 09-02-2008            | 15              | 12           | Verzamelalbum |
| Clever Clogs                                                        | 09-04-2009            | -                     |                 |              | Livealbum     |
| Live in Concert - Regent Theatre Ipswich                            | 26-03-2011            | -                     |                 |              | Livealbum     |

### Singles
| Single met eventuele hitnotering(en) in de Nederlandse Top 40 | Datum van verschijnen | Datum van binnenkomst | Hoogste positie | Aantal weken | Opmerkingen                                                                               |
| ------------------------------------------------------------- | --------------------- | --------------------- | --------------- | ------------ | ----------------------------------------------------------------------------------------- |
| Neanderthal Man                                               | 1970                  | -                     |                 |              | #23 in de Hilversum 3 Top 30                                                              |
| Donna                                                         | 1973                  | 13-01-1973            | 2               | 9            | #2 in de Daverende Dertig                                                                 |
| The Wall Street Shuffle                                       | 1974                  | 17-08-1974            | 1(1wk)          | 14           | #2 in de Nationale Hitparade                                                              |
| Silly Love                                                    | 1974                  | 02-11-1974            | 10              | 9            | #7 in de Nationale Hitparade / Alarmschijf                                                |
| Life Is a Minestrone                                          | 1975                  | 12-04-1975            | 17              | 6            | #12 in de Nationale Hitparade                                                             |
| I'm Not in Love                                               | 1975                  | 14-06-1975            | 5               | 10           | #5 in de Nationale Hitparade                                                              |
| The Things We Do for Love                                     | 1976                  | 18-12-1976            | 13              | 8            | #13 in de Nationale Hitparade / Veronica Alarmschijf Hilversum 3                          |
| Good Morning Judge                                            | 1977                  | 07-05-1977            | 11              | 7            | #12 in de Nationale Hitparade                                                             |
| Dreadlock Holiday                                             | 1978                  | 16-09-1978            | 1(3wk)          | 17           | #1 in de Nationale Hitparade en de TROS Top 50                                            |
| One-Two-Five                                                  | 1980                  | 22-03-1980            | tip9            | -            | #29 in de Nationale Hitparade / Nr. 40 in de TROS Top 50                                  |
| Don't Turn Me Away                                            | 1981                  | 05-12-1981            | tip17           | -            | #49 in de Nationale Hitparade                                                             |
| Feel the Love                                                 | 1983                  | 06-08-1983            | 7               | 9            | #7 in de Nationale Hitparade / Nr. 5 in de TROS Top 50 / Veronica Alarmschijf Hilversum 3 |
| Food for Thought                                              | 1983                  | 08-10-1983            | 21              | 4            | #18 in de Nationale Hitparade / Nr. 19 in de TROS Top 50                                  |
| I'm Mandy Fly Me                                              | 1991                  | 04-05-1991            | tip3            | -            | #50 in de Nationale Top 100                                                               |
| Woman in Love                                                 | 1992                  | 16-05-1992            | tip8            | -            | #55 in de Nationale Top 100                                                               |

| Single met hitnotering(en) in de Vlaamse Ultratop 50 | Datum van verschijnen | Datum van binnenkomst | Hoogste positie | Aantal weken | Opmerkingen |
| ---------------------------------------------------- | --------------------- | --------------------- | --------------- | ------------ | ----------- |
| Neanderthal Man                                      | 1970                  | 15-08-1970            | 10              | 10           |             |
| Donna                                                | 1973                  | 06-01-1973            | 4               | 14           |             |
| Rubber Bullets                                       | 1973                  | 30-06-1973            | 17              | 7            |             |
| The Wall Street Shuffle                              | 1974                  | 14-09-1974            | 4               | 10           |             |
| Silly Love                                           | 1974                  | 30-11-1974            | 20              | 4            |             |
| Life Is a Minestrone                                 | 1975                  | 26-04-1975            | 15              | 5            |             |
| I'm Not in Love                                      | 1975                  | 21-06-1975            | 5               | 11           |             |
| The Things We Do for Love                            | 1976                  | 29-01-1977            | 24              | 2            |             |
| Good Morning Judge                                   | 1977                  | 21-05-1977            | 20              | 4            |             |
| Dreadlock Holiday                                    | 1978                  | 14-10-1978            | 1(3wk)          | 13           |             |
| Feel the Love                                        | 1983                  | 20-08-1983            | 13              | 8            |             |
| Food for Thought                                     | 1983                  | 29-10-1983            | 25              | 2            |             |

### Dvd's
- Alive - the Classical Hits Tour (2001)
- Donna (2004)
- Live in Japan (2004)
- Clever Clogs (2008)

### NPO Radio 2 Top 2000
| Nummers met noteringen in de NPO Radio 2 Top 2000 | '99  | '00 | '01 | '02  | '03  | '04  | '05  | '06  | '07  | '08  | '09  | '10  | '11  | '12  | '13  | '14  | '15  | '16  | '17  | '18  | '19  | '20  | '21  | '22 | '23 | '24 |
| ------------------------------------------------- | ---- | --- | --- | ---- | ---- | ---- | ---- | ---- | ---- | ---- | ---- | ---- | ---- | ---- | ---- | ---- | ---- | ---- | ---- | ---- | ---- | ---- | ---- | --- | --- | --- |
| Donna                                             | 741  | 536 | 401 | 541  | 507  | 530  | 651  | 643  | 342  | 487  | 729  | -    | 784  | 1663 | -    | -    | -    | -    | -    | -    | -    | -    | -    | -   | -   | -   |
| Dreadlock Holiday                                 | 62   | 61  | 43  | 45   | 41   | 52   | 59   | 61   | 37   | 47   | 113  | 303  | 91   | 214  | 298  | 192  | 285  | 261  | 223  | 528  | 598  | 564  | 656  | 713 | 706 | 681 |
| Feel the Love                                     | -    | -   | -   | -    | -    | -    | -    | -    | -    | -    | 1714 | -    | 1792 | -    | -    | -    | -    | -    | -    | -    | -    | -    | -    | -   | -   | -   |
| Good Morning Judge                                | -    | -   | -   | -    | 1305 | 1407 | -    | -    | 1576 | 1980 | 1940 | -    | 1934 | -    | -    | -    | -    | -    | -    | -    | -    | -    | -    | -   | -   | -   |
| I'm Mandy Fly Me                                  | -    | 832 | -   | 576  | 554  | 687  | 1046 | 857  | 734  | 757  | 909  | 1817 | 1127 | 1683 | 1858 | 1833 | -    | -    | -    | -    | -    | -    | -    | -   | -   | -   |
| I'm Not in Love                                   | 42   | 53  | 27  | 53   | 50   | 64   | 71   | 95   | 60   | 64   | 138  | 437  | 154  | 272  | 404  | 290  | 368  | 372  | 247  | 473  | 551  | 686  | 703  | 767 | 639 | 521 |
| Silly Love                                        | -    | -   | -   | -    | -    | -    | -    | -    | 1939 | -    | -    | -    | -    | -    | -    | -    | -    | -    | -    | -    | -    | -    | -    | -   | -   | -   |
| The Things We Do for Love                         | 1137 | -   | 914 | 1066 | 1267 | 852  | 1134 | 1262 | 953  | 1069 | 1262 | -    | 1348 | -    | -    | -    | -    | -    | -    | -    | -    | -    | -    | -   | -   | -   |
| The Wall Street Shuffle                           | 372  | 286 | 120 | 167  | 287  | 225  | 224  | 370  | 214  | 239  | 380  | 1112 | 410  | 873  | 1119 | 925  | 1154 | 1102 | 1115 | 1668 | 1860 | 1993 | 1881 | -   | -   | -   |

1. ↑  Een '-' betekent dat het nummer niet was genoteerd en een vetgedrukt getal geeft de hoogste notering van een nummer aan.

| Dvd's met hitnoteringen in de Nederlandse Music Top 30 | Datum van verschijnen | Datum van binnenkomst | Hoogste positie | Aantal weken | Opmerkingen |
| ------------------------------------------------------ | --------------------- | --------------------- | --------------- | ------------ | ----------- |
| Clever Clogs - Live in Concert                         | 2009                  | 28-03-2009            | 26              | 1            |             |

Graham Gouldman · Eric Stewart · Kevin Godley · Lol Creme

Paul Burgess · Rick Fenn · Stuart Tosh · Duncan Mackay · Tony O'Malley